# ヘルス・リテラシー
ヘルス・リテラシー（health literacy）とは、健康面での適切な意思決定に必要な、基本的健康情報やサービスを調べ、得、理解し、効果的に利用する個人的能力の程度を意味する。医療リテラシーとも称される。
パンフレットの図や文章を読んで理解したり、医療機関の診療予約を取れたりするにとどまらず、健康情報を効果的に利用し、健康維持・増進に役立たせる能力を向上させるのに重要とされる。また、個人的能力にとどまらず、より広く、ヘルスケア・教育システム・社会文化的因子を包含する考え方も出てきている。
ヘルスアウトカムのモデルを提唱したナットビームは、介入効果の重要な3つの指標のうちのひとつとして、ヘルス・リテラシーを挙げている。
ヘルス・リテラシーに関する公衆衛生での目的は、社会市民の保健に関する知識・理解・能力を向上させ、より健康的な生活を送れるようにすることである。
米国では、国民の健康づくり運動「Healthy People 2010」において、重要課題の一つとして初めて取り上げられた。